# Reitzing (Gemeinde Ober-Grafendorf)
Reitzing ist eine Ortschaft und Katastralgemeinde in der Marktgemeinde Ober-Grafendorf im Bezirk St. Pölten-Land in Niederösterreich. Die Ortschaft hat 22 Einwohner (Stand 1. Jänner 2024).

## Geografie
Der kleine Weiler befindet sich östlich von Ober-Grafendorf und ist über Neustift erreichbar.

## Geschichte
Laut Adressbuch von Österreich war im Jahr 1938 in Reitzing ein Landwirt mit Direktvertrieb ansässig.